# ペガサス (人工衛星)

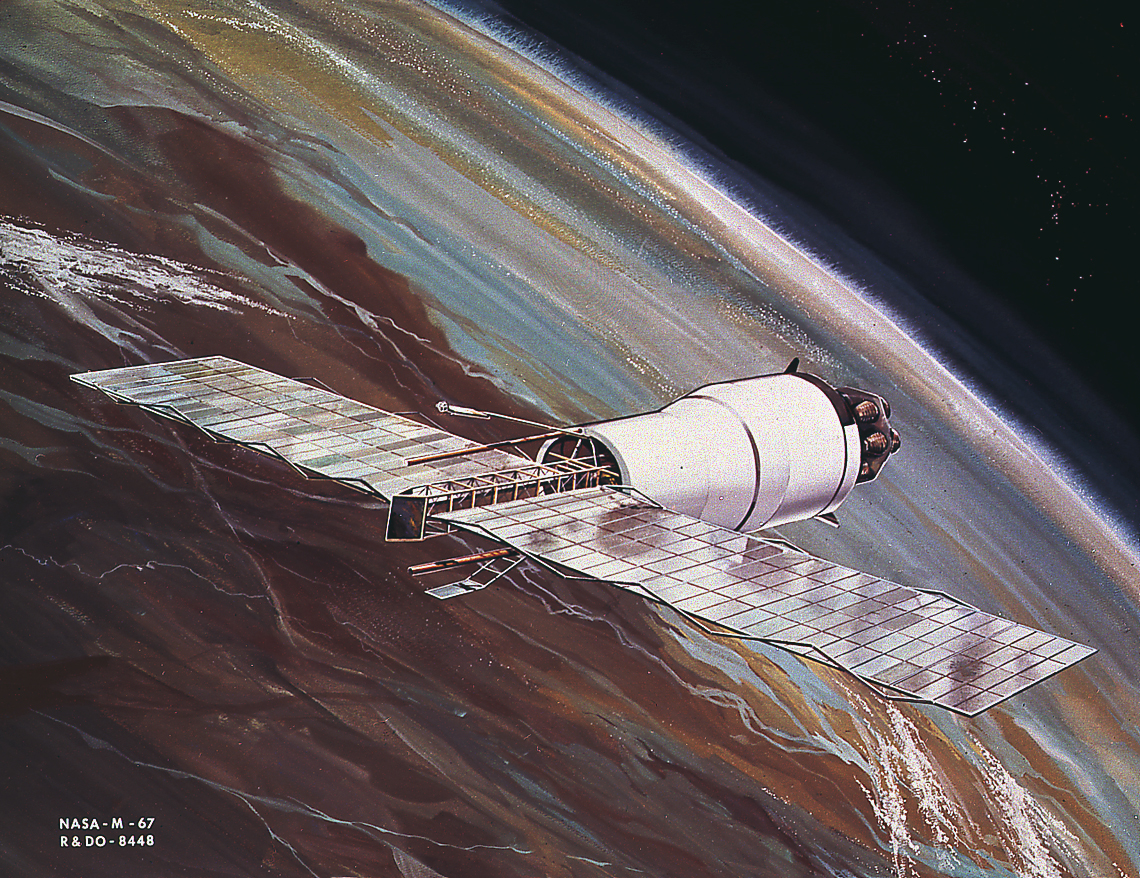
ペガサス衛星

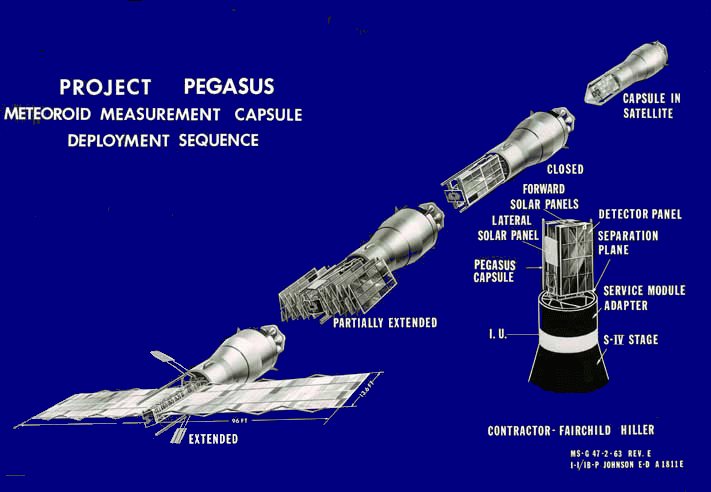
ペガサス衛星の展開

ペガサス(Pegasus)は、1965年に打ち上げられたアメリカ合衆国の3機の人工衛星である。1970年に始まるアポロ計画の月着陸ミッションの支援のために、宇宙船に衝突する流星塵の頻度を研究することを目的とする。3機とも、サターンIロケットの上段に接続され、打ち上げられた。
ペガサスという名前は、ギリシア神話に登場する翼を持つ馬のペーガソスに由来し、1965年2月16日に1機目が打ち上げられた。その名の通りペガサスは、104個の流星塵検出センサを備えた長さ29m、幅4.3mの一対の大きな翼を持つ。
流星塵は、宇宙船に衝突すると、潜在的な危険を引き起こすものと考えられており、センサーは、流星塵の大きさ、衝突の頻度、方向、貫通の程度等を測定することに成功した。
3機のペガサスは、アメリカ航空宇宙局のマーシャル宇宙飛行センターが設計、製造、運用した。打上げ時、アポロ司令・機械船のボイラー板と打ち上げ脱出システムがサターンIの頂上に取り付けられ、ペガサスの実験機器は折り畳まれて機械船の中に入れられた。第1ステージが分離されて第2ステージに点火されると、緊急時脱出システムは投棄された。第2ステージが軌道に達すると、1万ポンドの重量のアポロのボイラー板は別の軌道に投棄された。その後、パネルの取り付けられたペガサスの翼が広げられ、29mの長さになった。ペガサスの翼は、計画通りサターンIの第2ステージに結合したままとなった。
機械船との接合部の内部に取り付けられたカメラが衛星が展開される様子を撮影していた。衛星は、210m2以上の表面積に広げられ、厚さは最も薄いところで0.41mmであった。
当時計画を率いていたErnst Stuhlingerは、3機のペガサス衛星は、流星塵の貫通のデータ以上のものをもたらしたと述べている。科学者は、歳差運動に関するデータや宇宙における剛体の軌道特性、宇宙環境にける電子機器の寿命、耐熱コーティングの宇宙における腐食効果等に関するデータを収集することができた。宇宙歴史家のRoger Bilsteinは、物理学者に対して、ペガサスは宇宙の放射線環境、ヴァン・アレン帯、その他の現象に対するさらなる知見を与えたと報告した。

## 軌道
- ペガサス1号
  - 打上げ日:1965年2月16日
  - 打上げ機:アポロA-103
  - 軌道傾斜角:31.7°
  - 近点:510km
  - 遠点:726km
  - 打上げ時重量:10.5トン
  - 乾重量:1451.5kg
  - 運用終了:1978年12月17日
  - 国際衛星識別符号:1965-009A

- ペガサス2号
  - 打上げ日:1965年5月25日
  - 打上げ機:アポロA-104
  - 軌道傾斜角:31.7°
  - 近点:502km
  - 遠点:740km
  - 打上げ時重量:10.46トン
  - 乾重量:1451.5kg
  - 運用終了:1979年11月3日
  - 国際衛星識別符号:1965-039A

- ペガサス3号
  - 打上げ日:1965年7月30日
  - 打上げ機:アポロA-105
  - 軌道傾斜角:28.9°
  - 近点:441km
  - 遠点:449km
  - 打上げ時重量:10.5トン
  - 乾重量:1451.5kg
  - 運用終了:1969年8月4日
  - 国際衛星識別符号:1965-060A